# 岡山県道394号大篠津山停車場線
岡山県道394号大篠津山停車場線（おかやまけんどう394ごう おおささつやまていしゃじょうせん）は、岡山県津山市を通る一般県道である。

## 概要
津山市大篠とJR西日本姫新線・津山線 津山駅を結ぶ。

### 路線データ
- 起点：津山市大篠（岡山県道345号上横野兼田線交点）
- 終点：津山市大谷（津山駅前交差点、国道53号・国道179号・国道429号上）
- 総延長：7.7 km
- 実延長：7.3 km

## 歴史
- 1970年（昭和45年）4月1日 - 岡山県告示第254号により認定される。
- 1972年（昭和47年） - 岡山県の県道番号再編により現行の県道番号に変更される。

## 路線状況

### 重用区間
- 津山広域農道（津山市籾保）
- 岡山県道452号小原船頭線（津山市林田（はいだ） - 津山市船頭町・船頭交差点）
- 国道53号・国道179号・国道429号（津山市船頭町・船頭交差点 - 津山市大谷・津山駅前交差点（終点））

### 道路施設

#### 橋梁
- 大内橋（後川、津山市勝部）
- 沼11号橋
- 城北橋（宮川、津山市林田 - 津山市山北）
- 御北橋（御北川、津山市山北 - 津山市北町）
- 今津屋橋（延長134 m：吉井川、津山市船頭町 - 津山市横山、国道53号重複区間内）

## 地理

### 通過する自治体
- 津山市

### 交差する道路
| 交差する道路                                                                                             | 交差する場所   | 交差する場所          |
| --- | -------------- | --------------------- |
| 岡山県道345号上横野兼田線                                                                                | 大篠           | 起点                  |
| 津山広域農道 重複区間起点                                                                                | 籾保           |                       |
| 津山広域農道 重複区間終点                                                                                | 籾保           |                       |
| 岡山県道452号小原船頭線 重複区間起点                                                                     | 林田（はいだ） |                       |
| 国道53号 重複区間起点 国道179号 重複区間起点 国道429号 重複区間起点 岡山県道452号小原船頭線 重複区間終点 | 船頭町         | 船頭交差点            |
| 岡山県道26号津山柵原線                                                                                   | 横山           | 南町交差点            |
| 国道53号 重複区間終点 国道179号 重複区間終点 国道429号 重複区間終点                                      | 大谷           | 津山駅前交差点 / 終点 |

### 沿線
- 総合スポーツセンター
- 衆楽園
- 津山市立中道中学校
- 津山警察署
- 岡山県立津山東高等学校
- 岡山県美作高等学校
- 鶴山公園（津山城跡）
- 津山市役所
- 岡山県立津山中学校・高等学校
- 岡山県立津山商業高等学校
- 岡山県立津山工業高等学校
- 岡山県美作県民局
- 津山科学教育博物館
- 津山郷土博物館
- アルネ津山
- 吉井川
- JR西日本姫新線・津山線 津山駅